# 15 octobre dans les chemins de fer
15 septembre 15 novembre
Chronologies thématiques
- Croisades
- Sports
- Disney

Cette page concerne les événements qui se sont déroulés un 15 octobre dans les chemins de fer.

## Événements

### XIXesiècle
- 1897 : en France, sur la Ligne Paris - Saint-Germain-en-Laye, ouverture[1] de la Gare des Vallées.

### XXesiècle

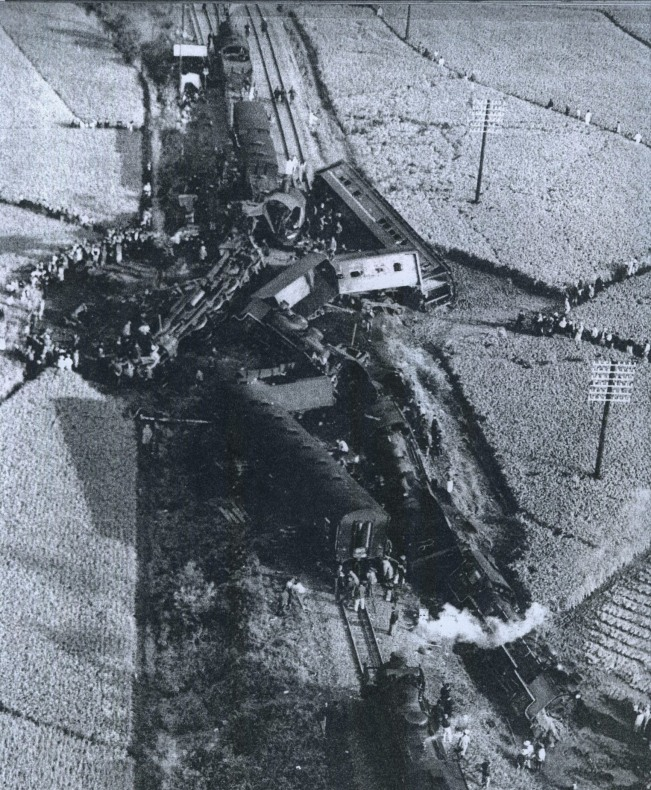
Accident ferroviaire de Rokken, le 15 octobre 1956.

- 1909 : en France, sur le Métro de Paris, la station Boulevard Barbès change de nom, elle devient[2] Barbès - Rochechouart.
- 1956 : au Japon, dans la Préfecture de Mie, à la Gare de Rokken (en), la collision et le déraillement de deux trains de passagers provoque la mort de 42 personnes et 90 personnes sont blessées. L'accident eut pour conséquence des améliorations de la signalisation des chemins de fer japonais

- 1957 : entre l'Italie, l'Autriche et l'Allemagne, mise en service du TEE Mediolanum entre Milan et Munich.
- 1965 : au Japon, la ligne de métro Meijō ouvre à Nagoya.
- 1998 : en Grande-Bretagne, début des travaux de la ligne à grande vitesse (CTRL) devant relier le tunnel sous la Manche à la gare de Saint-Pancras à Londres.
- 1998 : en France, inauguration de la ligne 14 du métro de Paris entre les stations Madeleine et Bibliothèque François-Mitterrand

### XXIesiècle
- 2010 : en Suisse, fin du percement de la première galerie du tunnel de base du Saint-Gothard.